# Асакура, Фумио
Асакура Фумио (яп. 朝倉文夫, あさくらふみお; 1 марта 1883 — 18 апреля 1964) — японский скульптор периодов Мэйдзи и Сёва.

## Краткие сведения
Асакура Фумио родился 1 марта 1883 префектуре Оита. В 1907 году он окончил отделение скульптуры Токийской художественной школы. В следующем году на второй Японской выставке искусств Асакура представил свою работу «Тьма», а впоследствии произведения — «Страж могил» и «Идзуми». Его скульптуры получили положительные отзывы, которые дали ему возможность постоянно участвовать в выставках национального уровня.
В 1921 году Асакура был назначен профессором Токийской художественной школы. При ней он открыл частные курсы пластических искусств, где презентовал свой стиль плавного реализма. Асакура имел огромное влияние на мир японских скульпторов, оставаясь их почётным «старейшиной».
За заслуги, в 1919 Асакура года был избран членом Имперской академии искусств Японии, а 1948 году — награжден Орденом Культуры.
Умер Асакура Фумио 18 апреля 1964 г. Похоронили его в Осаке.
В Токио существует Музей пластики Асакуры, посвященный работам этого скульптура.